# Suspected Unexpected Serious Adverse Reaction
Als Suspected Unexpected Serious Adverse Reaction (SUSAR) oder auch als Verdachtsfall einer Unerwarteten Schwerwiegenden Nebenwirkung bezeichnet man ein unerwünschtes Ereignis in einer klinischen Prüfung, das unerwartet und schwerwiegend ist sowie zugleich vermutlich in einem ursächlichen (kausalen) Zusammenhang mit einem Prüfpräparat steht und demnach eine Nebenwirkung darstellen könnte.
Das Akronym »SUSAR« hat sich im deutschen Sprachraum seit seiner Einführung mit der EU-Richtlinie 2001/20/EG zur »Guten Klinischen Praxis« (GCP-Richtlinie) als Wort verselbständigt und wird so auch in deutschsprachigen Texten genutzt.
SUSAR ist ein Begriff aus der Arzneimittelforschung und bezieht sich auf mögliche Nebenwirkungen von in der klinischen Prüfung befindlichen Präparaten und nicht auf die Nebenwirkungen bereits zugelassener Medikamente.

## Minimalkriterien
Es muss ein schwerwiegendes unerwünschtes Ereignis vorliegen. Laut GCP-Verordnung und deutschem Arzneimittelgesetz gelten alle unerwünschten Ereignisse als schwerwiegend, die
- den Tod eines Probanden zur Folge haben,
- unmittelbar lebensbedrohend sind,
- einen unvorhergesehenen Krankenhausaufenthalt oder die Verlängerung eines Krankenhausaufenthalts erforderlich machen,
- eine kongenitale Anomalie oder einen Geburtsfehler nach sich ziehen oder
- eine bleibende oder schwerwiegende Behinderung oder Invalidität zur Folge haben.

Außerdem muss ein ursächlicher Zusammenhang zwischen der Verabreichung des Prüfpräparates und dem Ereignis bestehen.
Weiterhin muss ausgeschlossen werden, dass Art und Schweregrad des Ereignisses in den bereits bekannten Informationen über das Prüfpräparat enthalten sind. Diese Informationen sind zum Beispiel in der Prüferbroschüre, der Fachinformation oder dem Prüfplan niedergelegt.
Wenn alle drei Kriterien nach Ansicht des Prüfarztes oder des Sponsors erfüllt sind, handelt es sich um ein SUSAR.

## Meldefristen
Meldungen müssen unverzüglich nach Einstufung eines schwerwiegenden unerwünschten Ereignisses als SUSAR (d. h. nach Vorliegen der Minimalkriterien), spätestens innerhalb von 15 Kalendertagen erfolgen. Todesfälle oder lebensbedrohliche Reaktionen haben eine verkürzte Meldefrist von 7 Tagen. Zusätzliche relevante Daten müssen spätestens innerhalb von weiteren 8 Kalendertagen nachgereicht werden.

## Meldung
Grundsätzlich sollten die Meldepflichtigen von SUSARs die Vorgaben der ICH-Richtlinie E2B (M) zum elektronischen Meldewesen erweitert um ICH-Richtlinie E2B (R3) erfüllen.
In Ausnahmefällen wird das CIOMS-Meldeformular empfohlen. Immer sollte die EudraCT-Nummer angegeben sein. Das BfArM erwartet zusätzlich, sofern möglich, die BfArM-Vorlagenummer.